# Oenocarpus circumtextus
Oenocarpus circumtextus är en enhjärtbladig växtart som beskrevs av Carl Friedrich Philipp von Martius. Oenocarpus circumtextus ingår i släktet Oenocarpus och familjen Arecaceae. IUCN kategoriserar arten globalt som sårbar. Inga underarter finns listade i Catalogue of Life.